# Óblast de Jmelnitski
El óblast de Jmelnitski (en ucraniano: Хмельни́цька о́бласть) es un óblast (provincia) en el sudoeste de Ucrania. Fue fundado en 1937. Tiene una superficie de 21 000 km², que en términos de extensión es similar a la de El Salvador.

## Historia
El óblast de Jmelnitski fue creado el 22 de septiembre de 1937 a partir del óblast Kamianéts-Podilskyi. En marzo de 1941, su capitalidad fue transferida de Kamianéts-Podilskyi a Proskúriv. En 1954, Proskúriv fue renombrada como Jmelnitski, y poco después el óblast fue también renombrado como óblast de Jmelnitski.

## Geografía
Su longitud de sur a norte es de 220 km, y de este a oeste de 120 km. Limita con los óblast de Rivne al noroeste, de Zhitómyr al noreste, de Vínnitsa al este, de Chernvitsí al sur y de Ternópil al oeste.
| Noroeste: Óblast de Rivne      | Norte: Óblast de Rivne    | Noreste: Óblast de Zhitómir |
| Oeste: Óblast de Ternópil      |                           | Este: Óblast de Vínnitsa    |
| Suroeste: Óblast de Chernivtsí | Sur: Óblast de Chernivtsí | Sureste: Óblast de Vínnitsa |

### Ríos y lagos

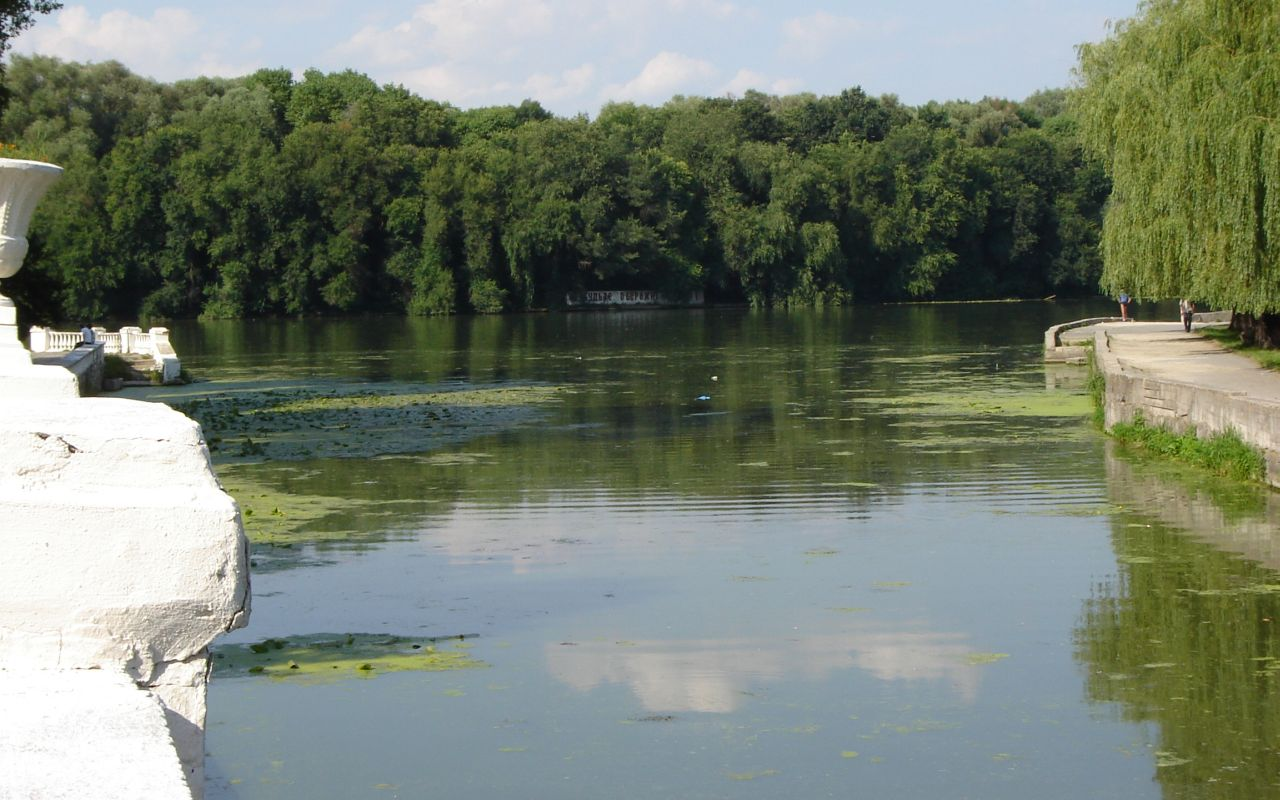
Curso del Bug Meridional a su paso por la ciudad de Jmelnitski

En total, por la óblast de Jmelnitski pasan 120 ríos. Los más grandes son:
- Dniéster - su longitud en el territorio del óblast es 160 km. Con sus afluentes - Zbruch, Smótrych y Úshytsia.
- Bug Meridional - su longitud en el territorio de la óblast es 120 km. Con sus afluentes - Buzhok, Vovk y Ikva.
- los ríos - Horýn, Sluch, Jomora, etc.

En este óblast hay pocos lagos, localizados en la zona de la cuenca del Horýn.

## Sistema administrativo
El centro administrativo del óblast es la ciudad de Jmelnitski.
Número de las unidades administrativas:
- Raiones - 20
- Raiones en las ciudades - 0
- localidades - 1452 -
  - localidades rurales - 1415
  - localidades urbanas - 37
- villas - 568

La administración local se realiza en la rada (parlamento) regional. El jefe de la administración gubernamental es el gobernador, nombrado por el presidente de Ucrania.

## Raiones
- Raión de Kamianets-Podilski (en ucraniano Кам'янець-Подiльский район)
- Raión de Jmelnitski (en ucraniano Хмельницький район)
- Raión de Shepetivka (en ucraniano Шепетiвський район)

### Raiones hasta 2020
- Raión de Bilohiria (en ucraniano Бiлогірський)
- Raión de Vinkivtsi (en ucraniano Виньковецький)
- Raión de Volochysk (en ucraniano Волочинський)
- Raión de Gorodok (en ucraniano Городоцький)
- Raión de Derazhnia (en ucraniano Деражненський)
- Raión de Dunaivtsi (en ucraniano Дунаєвецький)
- Raión de Iziaslav (en ucraniano Ізяславський)
- Raión de Kamianets-Podilski (en ucraniano Кам'янець-Подiльский район)
- Raión de Krasyliv (en ucraniano Красиловський)
- Raión de Letychiv (en ucraniano Летiчівський)
- Raión de Nova Ushytsia (en ucraniano Новоушицький)
- Raión de Polonne (en ucraniano Полонський)
- Raión de Slavuta (en ucraniano Славутський)
- Raión de Starokostiantyniv (en ucraniano Староконстянтинiвский)
- Raión de Stara Syniava (en ucraniano Старосинявський)
- Raión de Teofipol (en ucraniano Теофiпольский)
- Raión de Jmelnitski (en ucraniano Хмельницький район)
- Raión de Chemerivtsi (en ucraniano Чемеровецький)
- Raión de Shepetivka (en ucraniano Шепетiвський район)
- Raión de Yarmolyntsi (en ucraniano Ярмолинецький)

## Ciudades

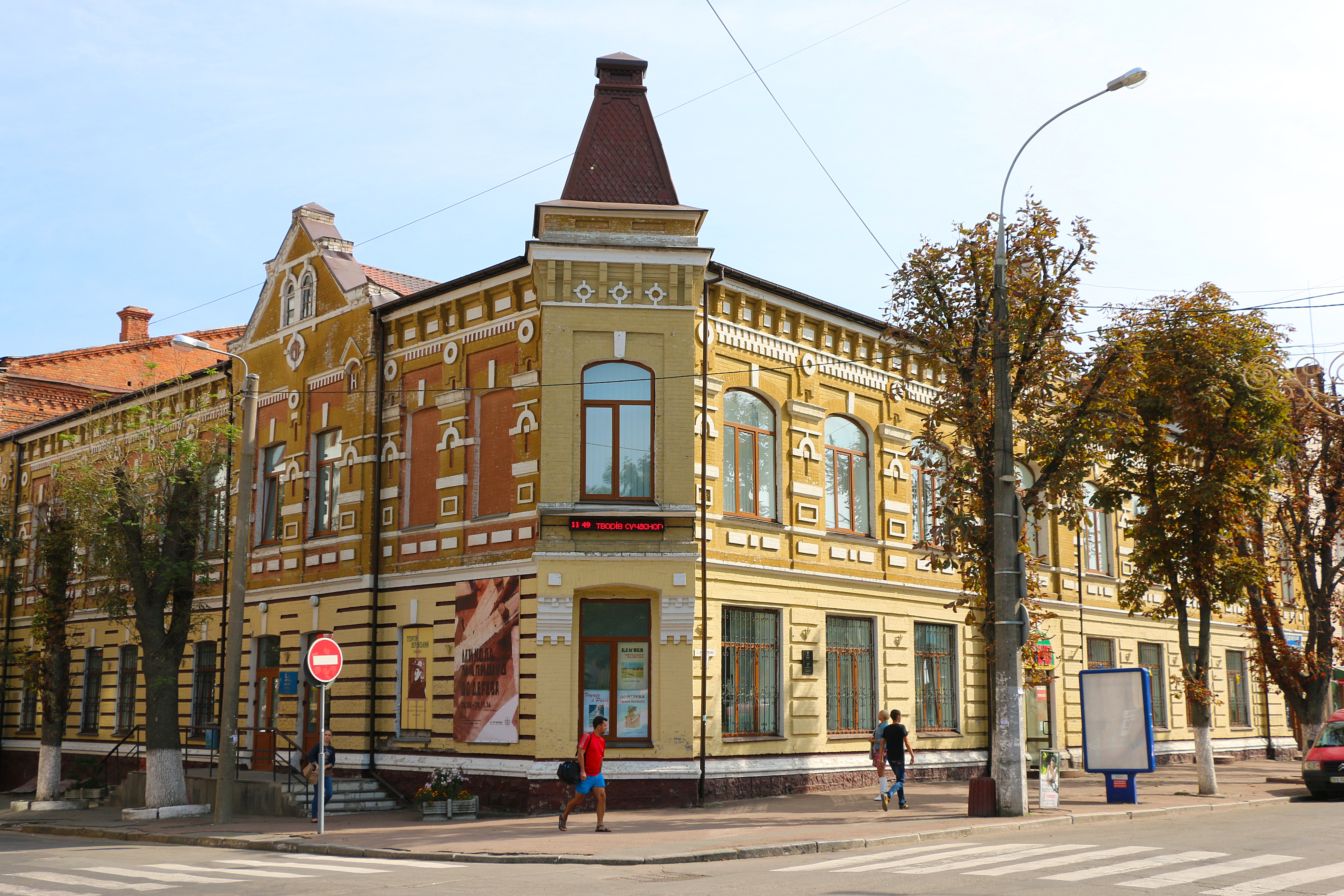
Calle de Jmelnitski

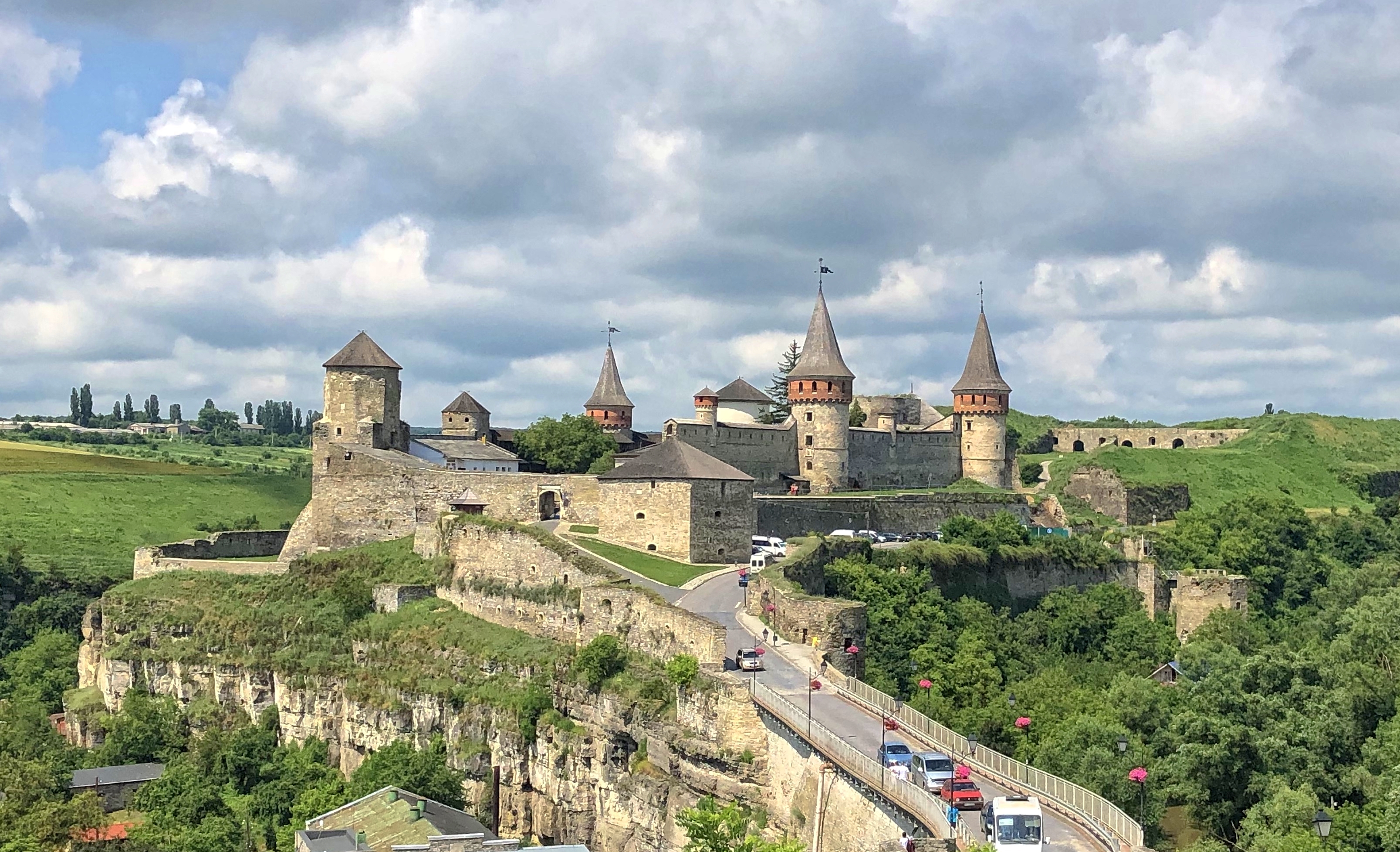
Vista del castillo de Kamianets-Podilski

- Kamianets-Podilski (en ucraniano Кам'янець-Подiльский)
- Neteshyn (en ucraniano Нетішин)
- Slavuta (en ucraniano Славута)
- Starokostiantyniv (en ucraniano Староконстянтинiв)
- Jmelnitski (en ucraniano Хмельницький)
- Shepetivka (en ucraniano Шепетiвка)